# Arrenurus fissicornis
Arrenurus fissicornis är en kvalsterart som beskrevs av Marshall 1908. Arrenurus fissicornis ingår i släktet Arrenurus och familjen Arrenuridae. Inga underarter finns listade i Catalogue of Life.